# IC 909
IC 909 ist eine Balken-Spiralgalaxie vom Hubble-Typ SBa im Sternbild Bärenhüter am Nordsternhimmel. Sie ist schätzungsweise 363 Millionen Lichtjahre von der Milchstraße entfernt und hat einen Durchmesser von etwa 40.000 Lichtjahren.
Im selben Himmelsareal befinden sich u. a. die Galaxien IC 906, IC 910, IC 916, IC 4322.
Das Objekt wurde am 6. Juni 1866 vom US-amerikanischen Astronomen Truman Henry Safford entdeckt.